# Суперформула

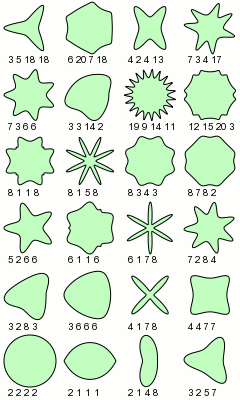
Декілька прикладів кривих, що описуються суперформулою для різних значень m, n_{1}, n_{2} і n_{3} за умови a=b=1

Суперформула — узагальнений випадок рівняння плоскої кривої супереліпса (кривої Ламе), записаний у 1997 році бельгійським вченим Йоханом Джилісом (англ. Johan Gielis).
Й.Джиліс припустив, що формула може бути використана для опису багатьох складних форм і кривих, які зустрічаються в природі.

## Запис рівняння
У полярних координатах, для {\displaystyle r} радіуса і кута {\displaystyle \varphi }, суперформула має вигляд:
{\displaystyle r\left(\varphi \right)=\left[\left|{\frac {\cos \left({\frac {m\varphi }{4}}\right)}{a}}\right|^{n_{2}}+\left|{\frac {\sin \left({\frac {m\varphi }{4}}\right)}{b}}\right|^{n_{3}}\right]^{-{\frac {1}{n_{1}}}},}
де {\displaystyle m} — характеризує число фрагметів, що повторюються;

{\displaystyle n_{1}}, {\displaystyle n_{2}}, {\displaystyle n_{3}} — параметри, що визначають форму;

{\displaystyle a}, {\displaystyle b} — габарити (величини півосей).

## Графіки
Інші приклади кривих, побудованих за супреформулою для вказаних m, n1, n2 і n3 при a = b = 1

## Програмні реалізації побудови кривих

### GNU Octave
Програма для генерування кривих на основі суперформули мовою програмування GNU Octave:
```
  
function
 
sf2d
(
n,a
)

    
u
=[
0
:
.001
:
2
*
pi
];

    
raux
=
abs
(
1
/
a
(
1
)
.*
abs
(
cos
(
n
(
1
)
*
u
/
4
)))
.^
n
(
3
)
+
abs
(
1
/
a
(
2
)
.*
abs
(
sin
(
n
(
1
)
*
u
/
4
)))
.^
n
(
4
);

    
r
=
abs
(
raux
)
.^
(
-
1
/
n
(
2
));

    
x
=
r
.*
cos
(
u
);

    
y
=
r
.*
sin
(
u
);

    
plot
(
x
,
y
);

  
end

```

### PHP script
PHP-скрипт для генерування таких фігур:
```
<?php

	
header
(
"Content-type: image/png"
);

	
set_time_limit
(
120
);

	
$img
 
=
 
imagecreatetruecolor
(
800
,
 
800
);

	
$black
 
=
 
imagecolorallocate
(
$img
,
 
0
,
 
0
,
 
0
);

	
imagefilledrectangle
(
$img
,
 
0
,
 
0
,
 
800
,
 
800
,
 
$black
);

	
$center
 
=
 
400
;

	
$PI
 
=
 
2
 
*
 
pi
();

	
$a
 
=
 
1
;

	
$b
 
=
 
1
;

	
$m
 
=
 
12
;

	
$n1
 
=
 
5
;

	
$n2
 
=
 
6
;

	
$n3
 
=
 
48
;

	
for
(
$f
 
=
 
0
;
 
$f
 
<=
 
$PI
;
 
$f
 
+=
 
0.0001
)
 
{

		
$r
=
 
pow
((
pow
(
abs
(
cos
(
$m
*
$f
/
4
)
/
$a
),
$n2
)
 
+
 
pow
(
abs
(
sin
(
$m
*
$f
/
4
)
/
$b
),
 
$n3
)),
 
-
(
1
/
$n1
));

		
$x
 
=
 
$center
 
+
 
$r
 
*
 
cos
 
(
$f
)
 
*
 
100
;

		
$y
 
=
 
$center
 
+
 
$r
 
*
 
sin
 
(
$f
)
 
*
 
100
;

		
$col
 
=
 
imagecolorallocate
(
$img
,
 
255
,
 
255
,
 
255
);

		
imagesetpixel
(
$img
,
 
$x
,
 
$y
,
 
$col
);

	
}

	
print
 
imagepng
(
$img
);

	
imagedestroy
(
$img
);

?>

```

## Узагальнення на більшу кількість вимірів

### Рівняння
Є можливим розширення суперформули до 3, 4, чи n вимірів, у сферичній системі координат. Наприклад тривимірне параметричне задання поверхні отримується перемноженням двох суперформул r1 and r2. Геометричне місце точок відповідної поверхні може бути задане співвідношеннями:
{\displaystyle x\,=\,r_{1}(\theta )\cos(\theta )r_{2}(\phi )\cos(\phi )}
{\displaystyle y\,=\,r_{1}(\theta )\sin(\theta )r_{2}(\phi )\cos(\phi )}
{\displaystyle z\,=\,r_{2}(\phi )\sin(\phi ),}
де {\displaystyle \phi } змінюється у межах від -π/2 до π/2 (широта) і θ в діапазоні між -π та π (довгота).

### Графічні побудови
Тривимірна суперформула для a = b = 1:

m=3, n1=2, n2=5, n3=7
m=3, n1=5, n2=5, n3=5
m=3, n1=30, n2=15, n3=15
m=7, n1=2, n2=8, n3=4
m=5, n1=1, n2=1, n3=1
m=4, n1=0.5, n2=0.5, n3=4
m=8, n1=0.5, n2=0.5, n3=8
m=4, n1=12, n2=15, n3=15

### Програма у GNU Octave
Показані вище фігури згенеровано наступним скриптом GNU Octave:
```
 function
 
sf3d
(
n, a
)

  
u
=[
-
pi
:.
05
:
pi
];

  
v
=[
-
pi
/
2
:.
05
:
pi
/
2
];

  
nu
=
length
(
u
);

  
nv
=
length
(
v
);

    
for
 
i
=
1
:
nu

    
for
 
j
=
1
:
nv

      
raux1
=
abs
(
1
/
a
(
1
)
*
abs
(
cos
(
n
(
1
)
.*
u
(
i
)
/
4
)))
.^
n
(
3
)
+
abs
(
1
/
a
(
2
)
*
abs
(
sin
(
n
(
1
)
*
u
(
i
)
/
4
)))
.^
n
(
4
);

      
r1
=
abs
(
raux1
)
.^
(
-
1
/
n
(
2
));

      
raux2
=
abs
(
1
/
a
(
1
)
*
abs
(
cos
(
n
(
1
)
*
v
(
j
)
/
4
)))
.^
n
(
3
)
+
abs
(
1
/
a
(
2
)
*
abs
(
sin
(
n
(
1
)
*
v
(
j
)
/
4
)))
.^
n
(
4
);

      
r2
=
abs
(
raux2
)
.^
(
-
1
/
n
(
2
));

      
x
(
i
,
j
)=
r1
*
cos
(
u
(
i
))
*
r2
*
cos
(
v
(
j
));

      
y
(
i
,
j
)=
r1
*
sin
(
u
(
i
))
*
r2
*
cos
(
v
(
j
));

      
z
(
i
,
j
)=
r2
*
sin
(
v
(
j
));

    
endfor
;

  
endfor
;

  
mesh
(
x
,
y
,
z
);

 
endfunction
;

```